# Holdudvarhatás

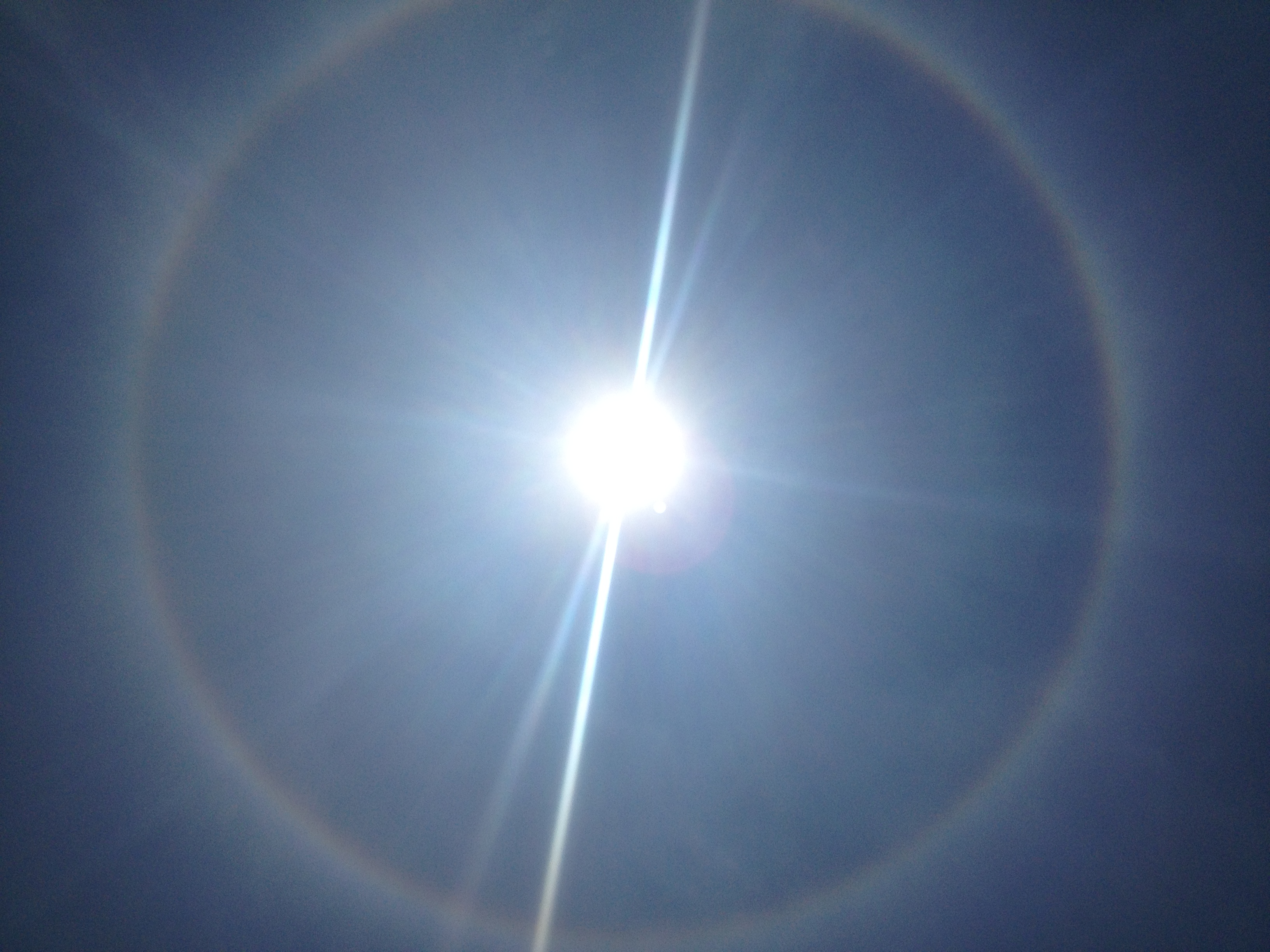

A holdudvarhatás vagy halo-effektus (halo effect) egy olyan kognitív torzítás, amikor egy benyomás valamely személyről, tárgyról vagy dologról befolyásolja a vele kapcsolatos érzéseinket, gondolatainkat és így az adott dologról alkotott teljes ítéletünket.
Személyészlelésnél beszélhetünk leggyakrabban erről a torzításról, amikor egy pozitív vagy negatív tulajdonság alapján következtetünk a személy többi tulajdonságára. Kísérletekben azt találták, hogy a vonzó embereket intelligensebbnek tartják, a babaarcú embereket (nagy szemek, pisze orr, keskeny áll) pedig kedvesebbnek.

## Pszichológia
A holdudvarhatás egy olyan kognitív torzítás, amely azt befolyásolja, hogy hogyan ítélünk meg egy személyt egy pozitív tulajdonsága alapján. Egy példa a holdudvarhatásra az lehetne, hogy mondjuk ha valakiről, akiről pozitív benyomásunk van, kiderül, hogy adócsalást követett el, akkor kevésbé találjuk bűnösnek az adott illetőt. Akár azt is gondolhatjuk, hogy véletlenül követte el az adott bűncselekményt. Az illetőt hajlamosak vagyunk felmenteni a bűne alól és a pozitív tulajdonságára koncentrálunk inkább. A holdudvarhatás miatt egy embert a személyisége több területén is jobbra értékelünk, még ha nem is tudunk róla semmit. Úgy is magyarázható, hogy egy olyan viselkedésforma (általában tudat alatti), amely alapján ítelkezünk valaki vagy valami felett egy tulajdonsága alapján.

## Marketing
A marketingben a holdudvarhatás azt a vásárlói kognitív torzítást magyarázza meg néhány termékkel szemben, miszerint ugyanazon cég által gyártott más termékkel kapcsolatban pozitív tapasztalat hatására a szóban forgó terméket is jobbnak értékeljük. Gyakran a pozitív benyomásunk egy termékkel kapcsolatban átruházódik más termékekre is. Egy példa erre az Apple cég iPod-ja. Mikor az iPod elterjedt a vásárlói körben akkor a cég más termékei iránt is megnőtt az érdeklődés. Sokszor a cégek hírességeket használnak a reklámjaikban, ezzel elérve a holdudvarhatást a termékük promotálására. Az élelmiszeriparban is használatos a holdudvar-hatás, amely akár olyan élelmiszereket is egészségesnek tüntethet fel, ezzel megnövelve a keresletet iránta, amelyek valójában egészségtelenek.

## Kísérletek
Dion és mtsi. (1972) klasszikusnak számító vizsgálatukban eltérő vonzerejű arcképeket mutattak a résztvevőknek, akik úgy ítélték meg, hogy az attraktívabb egyének kedvezőbb személyiségvonásokkal rendelkeznek, és az élet különböző területein (boldog házasság, sikeres karrier) is eredményesebbek lesznek. A kutatónő azzal magyarázta eredményeit, hogy az emberekben létezik valamifajta „elfogultság”, ami mások megítélését az „ami szép, az jó is” irányába torzítja. Ennek az elméletnek az igazolására aztán számtalan vizsgálat született, amelyek látványosan szemléltették, hogy ez a típusú részrehajlás mennyire befolyásolja a személyészlelésünket. Ezek szerint többek között azt feltételezzük a vonzóbb emberekről, hogy megbízhatóbbak, kevesebbet hibáznak és jobban kezelik a társas helyzeteket (Cash és mtsi, 1977). Az attraktivitásnak ezt az erőteljes hatását holdudvarhatásnak is nevezik, ami jól illusztrálja a jelenség lényegét: a kedvező fizikai megjelenés átterjed az egyén megítélésének más dimenzióira is.